# Cincinalis tarapacana
Cincinalis tarapacana là một loài dương xỉ trong họ Dennstaedtiaceae. Loài này được Phil. mô tả khoa học đầu tiên năm 1891.
Danh pháp khoa học của loài này chưa được làm sáng tỏ. 